# La Luz, Huanusco
La Luz är en ort i Mexiko.   Den ligger i kommunen Huanusco och delstaten Zacatecas, i den centrala delen av landet, 500 km nordväst om huvudstaden Mexico City. La Luz ligger 1 989 meter över havet och antalet invånare är 168.
Terrängen runt La Luz är huvudsakligen kuperad, men norrut är den bergig. La Luz ligger uppe på en höjd. Runt La Luz är det glesbefolkat, med 19 invånare per kvadratkilometer. Närmaste större samhälle är Tabasco, 7,8 km nordväst om La Luz. I omgivningarna runt La Luz växer huvudsakligen savannskog.